# Lavieu
Lavieu é uma comuna francesa na região administrativa de Auvérnia-Ródano-Alpes, no departamento de Loire. Estende-se por uma área de 4,45 km². Em 2010 a comuna tinha 124 habitantes (densidade: 27,9 hab./km²).